# Globidens
 Globidens  ist eine Gattung der Mosasaurier aus der Zeit der Oberkreide. Gilmore veröffentlichte 1912 die wissenschaftliche Erstbeschreibung des Taxons.

## Fossilfundorte
Fossile Überreste dieses Mosasauriers wurden 1912 zuerst in Alabama in der Nähe von Selma, dann auch in anderen Regionen Nordamerikas gefunden. Später folgten Funde in Belgien und Marokko. Wahrscheinlich war die Gattung weltweit verbreitet.

## Merkmale

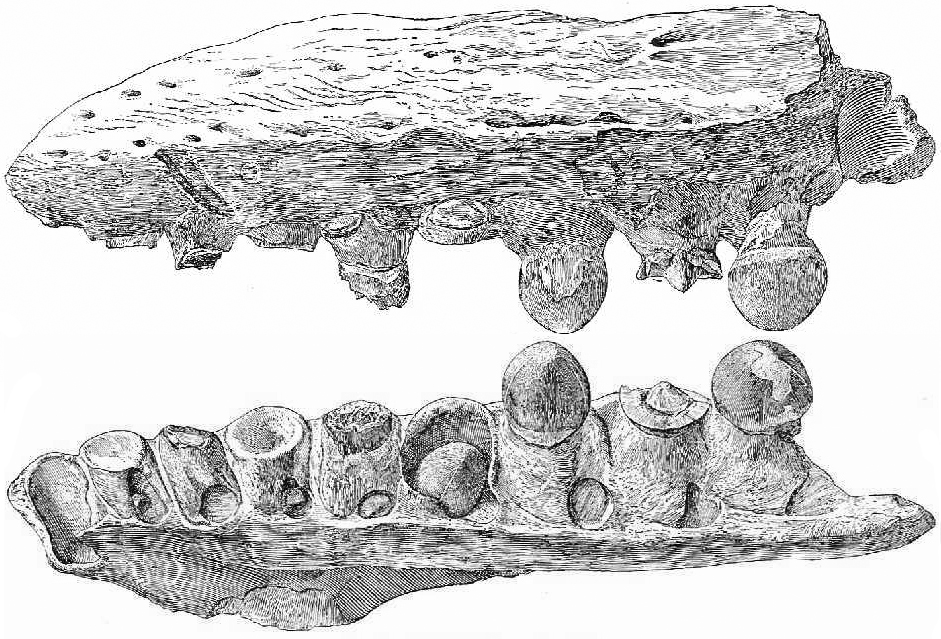
Seitenansicht und Draufsicht des linken Oberkiefers, aus der Erstbeschreibung

Globidens erreichte eine Länge von etwa sechs Metern. Er unterscheidet sich von den meisten anderen Mosasauriern durch seine abgerundeten Zähne (Globidens = „Kugelzahn“). Ähnliche Zähne hatte auch der kleinere Carinodens belgicus. Auf den Kieferbruchstücken fand man zwei Zahntypen, kugelförmige, recht glatte Zähne und solche mit einer geriffelten Oberfläche und einem großen Vorsprung in der Nähe der Zahnwurzel.
Man nimmt an, dass sich die Echsen von Muscheln, eventuell auch von Ammoniten ernährt haben.

## Arten
- G. alabamaensis (Typusart) Gilmore, 1912
- G. dakotensis Russell, 1975
- G. phosphaticus Bardet et al., 2004

Nur von G. alabamaensis wurde Skelettmaterial gefunden, die übrigen Arten sind nur von Zahnfunden bekannt.